# 顔役 (1965年の映画)
『顔役』（かおやく）は、1965年1月3日に公開された日本映画。監督は石井輝男。主演は高倉健。

## スタッフ
- 監督：石井輝男
- 脚本：笠原和夫、深作欣二、石井輝男
- 企画：俊藤浩滋、吉田達
- 撮影：星島一郎
- 録音：大谷政信
- 照明：元持秀雄
- 美術：中村修一郎
- 撮影：星島一郎
- 音楽：八木正生
- 編集：田中修
- 助監督：小山幹夫
- 進行主任：西井剛
- 現像：東映化学工業株式会社

## 出演者
- 早見恭一：高倉健
- 中神玲子：佐久間良子
- 民子：藤純子
- 柏田真弓：三田佳子
- 宮田哲男：江原真二郎
- 桑原次郎：アイ・ジョージ
- 秋田吾郎：長門裕之
- 染谷勇：待田京介
- 安積徳三郎：曽根晴美
- 島崎：佐々木孝丸
- 吉川市長：神田隆
- 檜山義一：安部徹
- 尾関：宇佐美淳也
- 山脇：内田朝雄
- 中住一家総長：沢彰謙
- 甲田：遠藤辰雄
- 武藤総長：潮健児
- 殺し屋：大村文武
- 小杉末造：曽我廼家明蝶
- 花岡章：天知茂
- 柏田弘：大木実
- 中神正治：鶴田浩二

## 製作
監督は深作欣二で進められていたが、深作が笠原和夫の脚本を「こんなんじゃ撮れない」とめっちゃめちゃ直した挙句、体調を崩して監督が石井輝男に交代した。このしこりのため、『仁義なき戦い』の監督に深作が抜擢された際に笠原は深作の起用に猛反対した。それで深作は笠原に電話をかけ、「ホンは一行も変えないから俺にやらせてくれ」と頼んだ。